# Orixa (género)
Orixa (género) é um género botânico pertencente à família Rutaceae...